# Popsztár (album)
A Popsztár Barbee magyar énekesnő első stúdióalbuma.

## Az album dalai
1. Popsztár
2. Ébressz fel
3. Szívtörő
4. Tik Tak
5. Kopj le
6. Kell a srác
7. OMG
8. Ámor nyila
9. Halló
10. Selymes napsugár
11. Hógömb

## Külső hivatkozások
- Barbee hivatalos honlapja
- Zene.hu